# Rétalap
Rétalap è un comune di 564 abitanti situato nella contea di Győr-Moson-Sopron, nell'Ungheria nordoccidentale.